# Chromalveolata
A Chromalveolata egykori eukarióta szupercsoport, amelyet az eukarióták hat fő csoportjának egyikének tekintettek 2005-ig, amikor kiderült, hogy nem monofiletikus. Ez a Chromista ország finomítása volt, amelyet először Thomas Cavalier-Smith javasolt 1981-ben. A Chromalveolatát egy vörösmoszatot és egy bikontot magában foglaló egyetlen másodlagos endoszimbiózisból származó eukarióták képviseletére javasolták. A plasztiszok ezekben az organizmusokban klorofill c-t tartalmaznak. Azonban a Chromalveolata monofíliáját megcáfolták. Így két, 2008-ban megjelent tanulmányban olyan filogenetikus fákat találni, hol e csoport fel van osztva, és a legújabb tanulmányok is ezt támasztják alá.

## Csoportosítás
A Chromalveolata legtöbb tagját korábban növénynek gondolták sejtfalaik, fotoszintézisre való képességük és bizonyos esetekben az embriós növényekre (Embryophyta) való hasonlóságuk miatt. Azonban az 1969-ben bevezetett ötországos rendszerben a csoport nagy részét a Protista csoportba sorolták, de például az Oomycetest a gombák országába sorolták át, a barnamoszatok maradtak a növények országában. Ezeket az élőlényeket később Cavalier-Smith Chromalveolatának nevezte el. Monofiletikus csoportnak gondolta, de 2005-ben kiderült, hogy nem az.
2005-ben az akkori megegyezés szerint az eukarióták 6 fő kládjának egyike volt. A Chromalveolatát felosztották a Cryptophyta, Haptophyta, Stramenopila, Alveolata csoportokra, a további, a csoporttal kapcsolatban álló vagy annak részeként szereplő csoportok a Centrohelea, a Katablepharidae és a Telonemia.
Bár számos csoport, például a csillósok és az Oomycetes elvesztették képességüket a fotoszintézisre, a csoport nagy része autotróf. A csoport minden fotoszintetikus tagja klorofill a-t és c-t használ, és számos tag használ kiegészítő pigmenteket. A Chromalveolata tagjainak glicerinaldehid-3-foszfát-dehidrogenáz fehérjéi hasonlók.